# Guido Picelli
Guido Picelli (né à Parme le 9 octobre 1889, mort à Algora en Espagne le 5 janvier 1937) est un militant antifasciste italien.

## Biographie
Après avoir travaillé dans sa jeunesse comme horloger et acteur, il participa à la Première Guerre mondiale et y obtint le grade de sous-lieutenant ainsi que la médaille de bronze de la valeur militaire et la médaille de bronze de la Croix-Rouge.
Rentré à Parme, en 1919 il adhère au Parti socialiste italien et il fonde la section locale de la Ligue prolétarienne des mutilés, invalides et veuves de guerre. En 1920, il est emprisonné pour avoir tenté d'empêcher le départ d'un train de grenadiers vers l'Albanie. En 1921, il est élu député au parlement avec le Parti socialiste italien.
À Parme, il organise les Arditi del Popolo et en août 1922, il est un des responsables, avec Antonio Cieri, des combats qui ont lieu pendant cinq jours contre les squadristi fascistes commandés par Italo Balbo.
En 1924, il est élu député sur la liste du Parti communiste italien. De nouveau arrêté et condamné à cinq ans d'exil, il se réfugie en France, Belgique et en URSS.
En novembre 1936, la Guerre d'Espagne éclate. Il se rend à Barcelone pour s'enrôler dans les Brigades Internationales, au sein du bataillon Garibaldi. Le 5 janvier 1937, sur les hauteurs de El Matoral, alors qu'il est vice-commandant du bataillon, il est blessé et meurt au combat. La ville de Barcelone, où il est enterré, l’honore par des funérailles d’État.

## Hommages
- Pino Cacucci a écrit un livre, Oltretorrente, édité chez Feltrinelli, qui raconte le combat de Picelli lors des événements de Parme. Le 10 avril 2011, la ville de Parme a inauguré un buste de Picelli sur la place qui porte son nom[1].
- Un film documentaire réalisé par Giancarlo Bocchi, Il ribelle - Guido Picelli un eroe scomodo, qui rend hommage à l'antifasciste, est projeté le 2 juin 2011 à la Filmoteca Española de Madrid[2].